# Àrab estàndard modern
L'àrab estàndard modern (MSA; en àrab, اللغة العربية الفصحى a el-lughah a el-'Arabīyah a el-fusha, "la més eloqüent llengua àrab") és una variant de la llengua àrab culta comuna que es va desenvolupar a partir del renaixement literari Nahda que va viure el món àrab a partir de començaments de segle xix. L'àrab literari o estàndard modern neix de l'intent realitzat especialment a la zona oriental del Màixriq de revitalitzar la llengua culta (el nivell havia caigut bastant des de l'època clàssica) i d'evitar la completa fragmentació lingüística dels àrabs en comunitats mútuament inintel·ligibles (àrab dialectal).
Com a llengua, l'àrab estàndard modern és una versió suavitzada, més senzilla i posada al dia en vocabulari i expressions, de l'àrab clàssic que es pot trobar en la literatura clàssica àrab. Aquesta versió d'àrab culte modern és la que predomina en els mitjans de comunicació escrits i parlats.